# Composition d'une mention de signalisation routière en France

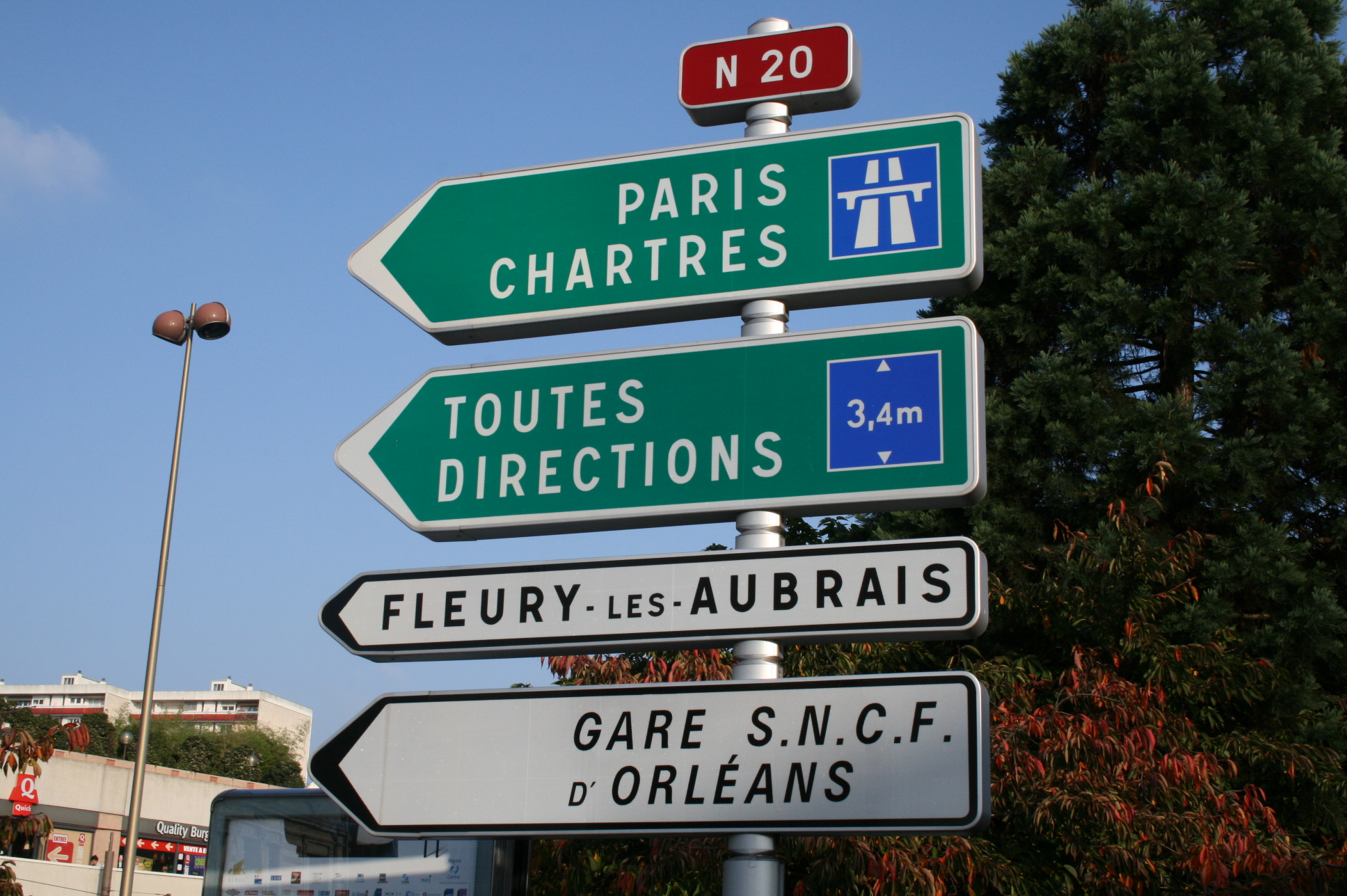
Exemple de panneaux D21b où la hauteur de composition est 100 mm. On notera que les traits d'union trop souvent absents sur ce type de panneaux sont ici bien présents

La composition d'une mention de signalisation de direction en France dépend d’un seul indicateur : la hauteur de composition (Hc) dépendant elle-même de la hauteur de base (Hb), définie en fonction de la vitesse d’approche des véhicules et des conditions d’implantation.
Les hauteurs des caractères des mentions de destination, l’espacement entre lettres et entre chiffres, l’espacement entre lignes ou entre les mentions et le bord du panneau sont définis par rapport à cet indicateur Hc.

## Gammes de hauteurs de caractères
Pour rappel, les différentes gammes de hauteur de caractères (en mm) sont les suivantes : 
La gamme de hauteur Hc la plus courante pour les routes bidirectionnelles limitées à 90 km/h est de 100 mm.

## Espacement entre lettres et entre chiffres
L'espacement optimum des caractères pour assurer la meilleure lisibilité est égal à deux fois l'épaisseur du trait de la lettre entre deux lettres droites.
Étant donné que pour les lettres rondes, l'espacement optimal est différent de celui relevé pour les lettres droites, l'espacement 100 % est défini pour chaque couple de lettres contiguës.
L’instruction interministérielle du 22 mars 1982 relative à la signalisation de direction définit ainsi 10 cas d'espacement dans des tableaux détaillés. Les logiciels de conception de panneaux de signalisation permettent aujourd’hui d’intégrer ces prescriptions sans que le concepteur n’ait à se poser ces questions ou à se référer à ces tableaux.

## Espacement entre lettre et chiffre

Espacement lettre/chiffre

### Parenthèses

Espacement des parenthèses

## Espacement entre lettre ou chiffre et signe

### Trait d’union
Les règles ci-dessous s'entendent pour les noms composés ne comportant pas d'article ou de préposition en leur sein. Noter qu'il convient toujours de représenter les signes diacritiques.

Espacement pour une commune avec un trait d’union

Espacement pour une commune et un quartier (-centre)

### Apostrophe
L'apostrophe est placée, au mieux, dans l'espace entre les lettres concernées.
On notera dans l'exemple ci-dessous que le nom comporte également un trait d'union. Ce signe est centré dans l'espace de 0,8 Hc séparant la fin du premier mot de la préposition centrale.
De trop nombreux concepteurs ne font pas apparaître ce trait d'union, ce qui constitue une faute d'orthographe.

## Cas particulier des articles et prépositions de noms composés
Les articles définis ou indéfinis et les prépositions compris entre deux mots s'écrivent avec des caractères de même type dont la hauteur est inférieure de 2 gammes à celle de ces deux mots.
Par exception, lorsque les mots sont écrits en L4 minuscules, les articles et les prépositions compris entre ces mots sont écrits dans la même gamme de hauteur.
La règle d'espacement applicable entre chaque caractère de l’article ou de la préposition est la règle normale pour la hauteur effective des caractères. L'espacement entre les mots et les articles ou prépositions est de 0,8 fois la hauteur des caractères des mots.

## Inscription sur deux lignes
Si on ne peut pas abréger l'indication de destination, on inscrit celle-ci sur deux lignes, la deuxième commençant toujours par un trait d'union ou un article (ou une préposition).
L'ensemble des deux lignes est inscrit dans un espace fictif de hauteur 2,5 Hc qui constitue l'élément de base.

Espacement pour une mention à deux lignes

## Sources
- Instruction interministérielle du 22 mars 1982 relative à la signalisation de direction.
- Norme NF P 98-532-4 -  Catalogues des décors des panneaux de signalisation et des panonceaux - Partie 4 : Caractéristiques typologiques des panneaux directionnels. Juin 1991